# Dinkelsbühl
Dinkelsbühl är en stad i Landkreis Ansbach i Regierungsbezirk Mittelfranken i förbundslandet Bayern i Tyskland. Folkmängden uppgår till cirka 12 000 invånare. Staden har en välbevarad stadsbild från sen medeltid. Den är en betydande turistort vid vägen Romantische Strasse.
En av Dinkelbühls vänorter är Borgå, Finland.

## Kulturliv
Staden har sedan länge en skol- och hembygdsfest, "Kinderzeche Dinkelsbühl", som anordnas tredje veckan i juli varje år. Den har rötter i de i området på 1600-talet grundade latinskolorna och firas också till minne av en händelse under Trettioåriga kriget. Staden hade enligt legenden belägrats av svenska trupper under flera veckor och fick till slut villkorslöst kapitulera. Stadsborna fruktade att de främmande trupperna skulle plundra och därefter bränna ner deras hus. Tornvaktarens dotter, en ung kvinna vid namn Lore, gick då ut och mötte de svenska trupperna med en skara barn vilka sjöng för von Sperreuth, den svenske befälhavaren. Denne blev rörd till tårar och lovade att inte bränna ned staden på villkoret att man i evinnerliga tider skulle fira svenskarnas mildhet.

## Kända personer
- Friedrich von Hermann, nationalekonom och statistiker
- Stefan Reuter, fotbollsspelare